# Municipio de Loraine
El municipio de Loraine (en inglés: Loraine Township) es un municipio ubicado en el condado de Henry en el estado estadounidense de Illinois. En el año 2010 tenía una población de 290 habitantes y una densidad poblacional de 3,23 personas por km².

## Geografía
Según la Oficina del Censo de los Estados Unidos, el municipio tiene una superficie total de 89.87 km², de la cual 89,87 km² corresponden a tierra firme y (0 %) 0 km² es agua.

## Demografía
Según el censo de 2010, había 290 personas residiendo en el municipio de Loraine. La densidad de población era de 3,23 hab./km². De los 290 habitantes, el municipio de Loraine estaba compuesto por el 98,28 % blancos, el 1,38 % eran de otras razas y el 0,34 % eran de una mezcla de razas. Del total de la población el 2,41 % eran hispanos o latinos de cualquier raza.